# Нерезьма (река)
Нерезьма — малая река в Шенкурском районе Архангельской области, правый приток Ваги. Длина — 14 км.
В бассейн реки входит озеро Чёрное и Залозеро.

## Течение
Река берёт начало из озера Нерезьмское. Течёт в верховье в северо-западном направлении, а потом поворачивает на юго-запад. Ширина русла не превышает 10 метров. Впадает в реку Вагу недалеко от ныне нежилого посёлка Нерезьма, других населённых пунктов на берегах реки нет.

## Данные водного реестра
- Бассейновый округ — Двинско-Печорский
- Речной бассейн — Северная Двина
- Речной подбассейн — Северная Двина ниже места слияния Вычегды и Малой Северной Двины
- Водохозяйственный участок — Вага